# Stefan Langwieder
Stefan Langwieder (* 8. Januar 1987 in München) ist ein ehemaliger deutsch-österreichischer Eishockeyspieler, der unter anderem für die Adler Mannheim und Iserlohn Roosters in der Deutschen Eishockey Liga (DEL) auflief.

## Karriere
Der 1,83 Meter große Verteidiger begann seine Karriere 2002 bei den Jungadlern Mannheim in der Deutschen Nachwuchsliga, schon in der Saison 2004/05 wurde er zunächst beim Mannheimer ERC in der Regionalliga eingesetzt, später absolvierte er dann seine ersten fünf Spiele in der DEL für die Adler Mannheim. In der folgenden Spielzeit pendelte der Rechtsschütze zwischen den Adlern und deren Kooperationspartner, den Heilbronner Falken, in der Oberliga, bevor er seinen Wechsel nach Nordamerika zu den Portland Winter Hawks bekannt gab, einem Juniorenteam aus der kanadischen WHL, das ihn beim CHL Import Draft 2006 in der zweiten Runde an Gesamtposition 70 ausgewählt hatte. Zur Saison 2007/08 kehrte Langwieder zu den Adlern nach Deutschland zurück, verbrachte die Saison aber hauptsächlich bei den Heilbronner Falken in der 2. Bundesliga. 
Zur Saison 2008/09 wechselte er zu den Iserlohn Roosters und unterschrieb dort einen Zwei-Jahres-Vertrag. Im Sauerland war Langwieder zunächst als siebter Verteidiger eingeplant, musste aber aufgrund des Verteidigermangels der Roosters in der Anfangsphase der Saison im regulären Spielbetrieb aushelfen. Hier zeigte er hervorragende Leistungen und blieb auch nach der Verpflichtung von Mark Ardelan im dritten Defensivpaar. Am 5. April 2009 gaben die Roosters die vorzeitige Verlängerung des Vertrages bis zum Ende der Spielzeit 2011/12 bekannt. Langwieder entschied sich außer aus sportlichen Gründen auch deshalb für einen langfristigen Vertrag, weil er in Iserlohn den Eishockeysport mit seinem Studium verbinden konnte. In der Saison 2009/10 konnte er schon bis zur Hälfte der Spielzeit seine Offensivwerte aus dem Vorjahr übertreffen und bildete mit Collin Danielsmeier ein effektives Verteidigerpaar.
Nach einem kurzen Abstecher zu den Graz 99ers in die Erste Bank Eishockey Liga stand er zwischen 2012 und 2016 bei den Ravensburg Towerstars unter Vertrag, ehe er seine Karriere beendete.

### International
Für die Deutschen Nachwuchsnationalmannschaften bestritt Stefan Langwieder die U18-WM 2005 sowie die U20-Weltmeisterschaften 2006 und 2007.

## Erfolge und Auszeichnungen
- 2003 DNL-Meisterschaft mit den Jungadler Mannheim
- 2004 DNL-Meisterschaft mit den Jungadler Mannheim
- 2005 DNL-Meisterschaft mit den Jungadler Mannheim

## Karrierestatistik
(Legende zur Spielerstatistik: Sp oder GP = absolvierte Spiele; T oder G = erzielte Tore; V oder A = erzielte Assists; Pkt oder Pts = erzielte Scorerpunkte; SM oder PIM = erhaltene Strafminuten; +/− = Plus/Minus-Bilanz; PP = erzielte Überzahltore; SH = erzielte Unterzahltore; GW = erzielte Siegtore; 1 Play-downs/Relegation; Kursiv: Statistik nicht vollständig)